# HK Malmö
Der HK Malmö (Handbollsklubben Malmö) ist ein Handballverein aus der schwedischen Großstadt Malmö. Der im Mai 2007 gegründete Verein hat sich schnell an der Spitze des schwedischen Handball bei den Männern etabliert. HK Malmö stand 2018 im Finale der Handbollsligan, das gegen den IFK Kristianstad verloren wurde. Der Verein besitzt neben der Elitemannschaft weitere Mannschaften im Damen-, Herren- und Jugendbereich. In der Saison 2019/20 nahmen ca. 30 Jugendmannschaften am Spielbetrieb teil.